# Francesco Cappelli
Francesco Cappelli (Barberino d'Elsa, 17 settembre 1943) è un ex calciatore italiano, di ruolo stopper.

## Caratteristiche tecniche
Era uno stopper alto e prestante (soprattutto per il calcio dell'epoca), dotato di un buon colpo di testa ed efficace nella marcatura ad uomo.

## Carriera
Giocò in Serie A con Venezia (nella stagione 1966-1967 in prestito dalla Roma)  e appunto coi giallorossi capitolini, con cui disputò tre campionati dal 1967 al 1970, fino a subire un grave infortunio (gamba fratturata
) in uno scontro di gioco con Amarildo, che di seguito divenne suo compagno di squadra, a causa del quale saltò l'intero campionato 1970-1971 e poté disputare solo 3 incontri in quello successivo. A novembre 1972 fu quindi ceduto al Taranto, per poi chiudere anzitempo la carriera per i postumi dell'infortunio.
In carriera ha totalizzato 80 presenze in massima serie, con una rete all'attivo in occasione del pareggio esterno della Roma contro la Fiorentina del 14 novembre 1969, e 10 presenze in Serie B.

## Palmarès
- Coppa Italia: 1

Roma: 1968-1969